# Paul Reaney
Paul Reaney, född 22 oktober 1944 i Fulham, London är en engelsk före detta professionell fotbollsspelare. Reaney var under 16 år framgångsrik högerback i Leeds United och blev känd som hårdför back och en av hörnspelarna i det Leeds lag som dominerade engelsk fotboll under Don Revies ledning på 1960-talet och början av 1970-talet, innan han mot slutet av sin karriär flyttade till Bradford City 1978. Under tiden i Leeds från 1962 till 1978 spelade han totalt 749 matcher och gjorde 9 mål, han vann samtliga inhemska mästerskap samt dessutom två europeiska cupturneringar.
Han spelade dessutom tre landskamper för England.

## Klubbkarriär

### Leeds United

#### Debuten
Reaney flyttade till West Yorkshire från London som barn och lämnade skolan vid 15 års ålder. Han jobbade under en period som bilmekaniker innan han skrev ett lärlingskontrakt med Leeds och debuterade för klubben i en ligamatch borta mot Swansea den 8 september 1962 strax innan han fyllt 18 år. Han imponerade direkt och spelade 35 ligamatcher redan under sin första säsong i laget 1962/63 och var ordinarie i laget som vann division 2 säsongen 1963/64.

#### Division 1
Han var nu etablerad i laget som jagade både ligatiteln och FA-cupen säsongen därefter. Reaney spelade alla matcher utom en och gjorde 6 mål den säsongen, men Leeds blev utan någon trofé, då de förlorade ligatiteln i sista omgången till Manchester United på sämre målskillnad och förlorade FA-cupfinalen mot Liverpool med uddamålet efter förlängning. 

#### Första trofén
Under de kommande tre säsongerna missade Reaney bara ett fåtal matcher medan Leeds etablerade sig i den absoluta toppen av engelsk och europeisk fotboll. Lagets klassiska fyrbacklinje skapades 1967 och bestod från höger till vänster av Reaney, Jack Charlton, Norman Hunter och Terry Cooper plus Paul Madeley som regelbundet hoppade in ifall någon av de fyra var skadad eller avstängd. Leeds jagade nu regelbundet trofé och vann sin första när laget slog Arsenal i Engelska ligacupfinalen 1968 för att under samma säsong vinna Mässcupen då de besegrade ungerska Ferencváros i finalen. Som kronan på verket man Leeds dessutom  ligamästerskapet 1968/69.
Reaney var en tuff, relativt anonym back men en viktig del av laget som nu hade blivit ett beryktat och fruktat i hela landet samt ett lag som ogillades av många. Han rundade av seklet med att även bli uttagen i engelska landslaget.

#### Jakten på trippeln
Säsongen därpå 1969/70, så jagade Leeds den ouppnåeliga ”trippeln”, det vill säga att vinna ligamästerskapet, FA-cupen och Europacupen under en och samma säsong, vilket inget engelskt lag mäktat med dessförinnan, men laget lyckades inte vinna någon av de tre troféerna. Everton blev för svåra i ligan och Leeds fick nöja sig med andraplatsen, Celtic FC besegrade dem i semifinalen av Europacupen och Leeds förlorade FA-cupfinalen mot Chelsea efter omspel.
För Reaney var säsongen dubbelt olycklig, inte nog med de missade troféerna, han bröt benet i en match mot West Ham United vilket gjorde att han missade säsongsavslutning, inklusive FA-cupfinalen, samt säsongens stora fotbollshändelse, Fotbolls-VM 1970 i Mexiko.
Reaney var fortfarande skadad i inledningen av säsongen 1970/71, det var första gången var han långvarigt skadad och spelade bara 18 ligamatcher under en säsong där laget återigen förlorade ligatiteln i sista omgången till Arsenal. Han var med i laget som  vann Mässcupen samma säsong för andra gången genom tiderna. I semifinalen besegrade Leeds  Liverpool och i finalen mot Juventus vann laget på fler gjorda bortamål, då båda matcherna slutade oavgjort, 2–2 i Turin och 1–1 på Elland Road.  
Reaney kom dessutom tillbaks till engelska landslaget och spelade ytterligare två matcher för England.

#### FA-cupfinal
Reaney var återigen ordinarie i laget som jagade ”dubbeln” säsongen 1971/72 medblandat resultat. Man besegrade Arsenal i 1972 men tappade återigen ligatiteln, och därmed dubbeln, genom att förlora i sista omgången borta mot Wolves med 1-2 i en match där oavgjort hade räckt för att vinna ligatiteln.
Den efterföljande säsongen, 1972/73 innebar ytterligare besvikelser för Reaney då laget förlorade två cupfinaler. I FA-cupfinalen 1973 förlorade Leeds med 0-1 mot division 2-laget Sunderland och i Cupvinnarcupfinalen mot AC Milan förlorade Leeds också med 0–1. Den senare matchen blev mycket omtalad på grund av flera kontroversiella och tvivelaktiga domslut i Milans favör av den grekiske domaren Christos Michas.

#### Andra ligatiteln
Reaneys karriär passerade 500 matcher under säsongen 1973/74 då Leeds började säsongen med att spela 29 matcher i rad utan förlust, vilket var ligarekord, samt vinna ligamästerskapet för andra gången.  Ligasegern blev ett lämpligt avslut för den legendariske managern Don Revie, som tackade för sig, för att ta jobbet som engelsk förbundskapten. Reaney var med i laget som tog sig till Europacupfinalen i fotboll 1975final som dock förlorades mot Bayern München som vann med 2–0. 
Fler av spelarna i det lag som Revie skapat, och där Reaney var en given del, börja komma till åren och flera av lagkamraterna började lämna. 1976 arrangerade dock en så kallad ”testimonial match” för Reaney för lång och trogen tjänst i klubben (10 år), en match där överskottet från intäkterna av matchen tillföll Reaney. Han fick dessutom ett erkännande då han under sina bästa år ansågs vara den enda spelare som kunde markera och neutralisera George Best, vilket Best själv intygade.

### Bradford City
Han fortsatte att spela för Leeds till och med 1978 då han efter 745 matcher lämnade klubben utan att någon övergångssumma behövde betalas (så kallad ”free transfer”). Han gick till grannklubben Bradford City för att senare flytta vidare för att avsluta sin spelarkarriär i  Australien. 

## Efter fotbollen
Då han återvände till England började han som tränare i fotbollsskolor för att träna skolbarn vilket han gör än idag. Han hade inbrott i sitt hem 1993 och stal ett kassaskåp innehållande hans samling av medaljer,  men lämnade kvar hans troféer, landslags- och liknande utmärkelser.
Han är ihågkommen med värme av Leeds supportrar för sina precisa inlägg, räddningar på mållinjen, attacker utefter kanterna och speciellt, trots sin låga profil, för att han kommer på en tredje plats i antal matcher för klubben bakom sådana profiler som Jack Charlton och lagkaptenen Billy Bremner. Fotbollen kommer ihåg honom som en stark, tystlåten, lojal spelare i ett kontroversiellt lag.

## Landslagskarriär
Reaney spelade enbart 3 landskamper för England mellan 1968 och 1971, det råder nog dock ingen tveksamhet att hade han inte brutit benet 1970 i början av sin landslagskarriär, så hade det blivit betydligt fler och troligtvis även ett fotbolls-VM.
Han debuterade i engelska landslaget när han kom in som avbytare i en match Bulgarien 1968. Reaneys inhopp fick en större betydelse under senare år då han av de flesta ansågs vara vithyad anses nu av många att vara färgad eller av blandras. Hans debut för England inträffade nio år innan Viv Andersons, som officiellt tillskrivits att vara den förste färgade spelaren att representera engelska landslaget i fotboll.

## Meriter - mästerskap och titlar
Reaneys meriter i form av vunna trofér och medaljer, samtliga vunna under hans tid i Leeds
| Mästerskap                | Antal titlar | Säsong/Årtal                                                            |
| ------------------------- | ------------ | ----------------------------------------------------------------------- |
| Ligamästare               | 2            | 1968/69, 1973/74 (ligatvåa 1964/65, 1965/66, 1969/70, 1970/71, 1971/72) |
| Ligamästare division 2    | 1            | 1963/64                                                                 |
| FA-cupmästare             | 1            | 1972 (finalist 1965, 1970, 1973)                                        |
| Ligacupmästare            | 1            | 1968                                                                    |
| Mässcup-mästare           | 2            | 1968, 1971 (finalist 1967)                                              |
| Charity Shields-mästare   | 1            | 1969                                                                    |
| Europacupen för mästarlag |              | (finalist 1975)                                                         |
| Cupvinnarcupen            |              | (finalist 1973)                                                         |

## Matcher och Mål statistik
Reaneys karriär i form av spelade matcher och mål.
| Klubb statistik       | Klubb statistik       | Klubb statistik       | Liga  | Liga | Cup    | Cup    | Ligacup | Ligacup | Öv cup         | Öv cup         | Europeisk cup | Europeisk cup | Europeisk cup | Europeisk cup | Europeisk cup | Europeisk cup | Totalt | Totalt |
| England               | England               | England               | Liga  | Liga | FA cup | FA cup | Ligacup | Ligacup | Charity Shield | Charity Shield | Europacupen   | Europacupen   | Cupvinnar     | Cupvinnar     | UEFA          | UEFA          | Totalt | Totalt |
| Säsong                | Klubb                 | Liga                  | Match | Mål  | Match  | Mål    | Match   | Mål     | Match          | Mål            | Match         | Mål           | Match         | Mål           | Match         | Mål           | Match  | Mål    |
| --------------------- | --------------------- | --------------------- | ----- | ---- | ------ | ------ | ------- | ------- | -------------- | -------------- | ------------- | ------------- | ------------- | ------------- | ------------- | ------------- | ------ | ------ |
| 1962/63               | Leeds United          | Division 2            | 35    | 0    | 3      | 1      | 1       | 0       | -              | -              | -             | -             | -             | -             | -             | -             | 39     | 1      |
| 1963/64               | Leeds United          | Division 2            | 41    | 0    | 3      | 0      | 2       | 0       | -              | -              | -             | -             | -             | -             | -             | -             | 46     | 0      |
| 1964/65               | Leeds United          | Division 1            | 41    | 1    | 8      | 0      | 0       | 0       | -              | -              | -             | -             | -             | -             | -             | -             | 49     | 1      |
| 1965/66               | Leeds United          | Division 1            | 41    | 1    | 2      | 1      | 1       | 0       | -              | -              | -             | -             | -             | -             | 11            | 0             | 55     | 1      |
| 1966/67               | Leeds United          | Division 1            | 41    | 1    | 7      | 0      | 4       | 0       | -              | -              | -             | -             | -             | -             | 9             | 0             | 61     | 1      |
| 1967/68               | Leeds United          | Division 1            | 41    | 0    | 5      | 0      | 7       | 0       | -              | -              | -             | -             | -             | -             | 12            | 0             | 65     | 0      |
| 1968/69               | Leeds United          | Division 1            | 42    | 1    | 2      | 0      | 3       | 0       | -              | -              | -             | -             | -             | -             | 7             | 0             | 54     | 1      |
| 1969/70               | Leeds United          | Division 1            | 37    | 0    | 7      | 0      | 3       | 0       | 1              | 0              | 7             | 0             | -             | -             | -             | -             | 55     | 0      |
| 1970/71               | Leeds United          | Division 1            | 21    | 0    | 4      | 0      | 0       | 0       | -              | -              | -             | -             | -             | -             | 9             | 0             | 34     | 0      |
| 1971/72               | Leeds United          | Division 1            | 33    | 0    | 6      | 0      | 3       | 0       | -              | -              | -             | -             | -             | -             | 3             | 0             | 45     | 0      |
| 1972/73               | Leeds United          | Division 1            | 29    | 1    | 8      | 0      | 2       | 0       | -              | -              | -             | -             | 8             | 0             | -             | -             | 47     | 1      |
| 1973/74               | Leeds United          | Division 1            | 36    | 0    | 3      | 0      | 1       | 0       | -              | -              | -             | -             | -             | -             | 4             | 0             | 44     | 0      |
| 1974/75               | Leeds United          | Division 1            | 39    | 0    | 7      | 0      | 5       | 0       | 1              | 0              | 7             | 0             | -             | -             | -             | -             | 59     | 0      |
| 1975/76               | Leeds United          | Division 1            | 32    | 0    | 2      | 0      | 1       | 0       | -              | -              | -             | -             | -             | -             | -             | -             | 35     | 0      |
| 1976/77               | Leeds United          | Division 1            | 34    | 1    | 5      | 1      | 1       | 0       | -              | -              | -             | -             | -             | -             | -             | -             | 40     | 2      |
| 1977/78               | Leeds United          | Division 1            | 15    | 0    | 1      | 0      | 5       | 0       | -              | -              | -             | -             | -             | -             | -             | -             | 21     | 0      |
| Totalt, Leeds United  | Totalt, Leeds United  | Totalt, Leeds United  | 558   | 6    | 73     | 3      | 39      | 0       | 2              | 0              | 14            | 0             | 8             | 0             | 55            | 0             | 749    | 9      |
| 1978/79               | Bradford City         | Division 3            | xx    | 0    |        |        |         |         | -              | -              | -             | -             | -             | -             | -             | -             |        |        |
| 1979/80               | Bradford City         | Division 4            | xx    | 0    |        |        |         |         | -              | -              | -             | -             | -             | -             | -             | -             |        |        |
| Totalt, Bradford City | Totalt, Bradford City | Totalt, Bradford City | 38    | 0    | x      | 0      | xx      | 0       | 0              | 0              | 0             | 0             | 0             | 0             | 0             | 0             | 45     | 0      |
| Totalt, Samtliga lag  | Totalt, Samtliga lag  |                       | 596   | 6    | x      | 3      | xx      | 0       | 2              | 0              | 14            | 0             | 8             | 0             | 55            | 0             | 794    | 9      |